# Разделение на труда
Разделението на труда е специализацията на общия труд в специфични, ограничени по своя обсег действия и роли в трудовия процес, които да отговарят на тях.
Исторически изключително комплексното разделение на труда е тясно свързано с увеличението на общия добив и продукция, както и търговия, с развитието на капитализма (специализацията, която отговаря на разделението на труда е един от основните принципи за капитализма, за разлика от натрупването на знания полезни за отделния човек за неговото културно и социално издигане при марксизма), също е свързана със сложността на индустриалните процеси.
В по-общ план, това е исторически процес на обособяване, видоизменение видове трудова дейност. 
Различава се:
- общо разделение на труда по отрасли на общественото производство;
- частно разделение на труда вътре в отделните отрасли;
- разделение на труда вътре в организациите по технологични, квалификационни и функционални признаци. [2]

Разделението на труда благоприятства повишаването на общата производителност на труда организиран от групи специалисти благоприятстван от (синергичния ефект) за сметка на:
- Изработката на навици и оптимизиране на производствените дейности свързани с повтарящи се операции
- Съкращаване на времето, усилията и производствените разходи необходими за преход между различните операции и дейности
- Все по-ускорената диференциация на производсвените дейности и мултипликативния подход в прилагането на новите технологии генериращи нови все по-ефективни форми на разделение на труда. [2]

Концепцията за разделение на труда подробно е описана от Адам Смит в първите три глави на неговия пет томен трактат „Изследване на природата и причините за богатствата на народите“.
Съществуват понятията обществено разделение на труда – разпределение в обществото на социални функции между хората и международно разделение на труда свързано с по-големи икономически конгломерации.
Разделението на труда в съвременния свят е довело до появата на огромно множество различни професии и отрасли. В по-неразвитите общества хората са били принудени почти напълно да се обезпечават с всичко необходимо, което от икономическа гледна точка е крайно неефективно и в социален план отговаря на примитивен бит и комфорт. Практически всички достижения на еволюцията и научно-техническия прогрес може да се обясни с непрекъснатото развитие и внедряване на разделението на труда. Благодарение на обмена на резултатите от труда, най-вече чрез търговия, разделението на труда става възможно в обществото.
В дълбочина се различават:
- общо разделение на труда по отрасли на общественото производство;
- частно разделение на труда вътре в отраслите;
- персонално разделение на труда вътре в организациите по технологични, квалификационни и функционални признаци.[2]

От гледна точка на бизнес-инжиниринга, разделението на труда е функционална декомпозиция на бизнес процесите. Често е възможно отделянето в самостоятелен вид дейност на такава част от функциите на производството, която би могла да бъде автоматизирана или възложена на странични подизпълнители. Такова разделение на труда продължава усилено да се извършва и в наши дни и има тясна връзка с процесите на автоматизация и интелектуализация на труда.
Разделението на труда е първото звено в цялостната система по организация на труда. То предполага обособяване на различни видове трудови дейности, всяка от които се изпълнява от специфични изпълнители, обединени по общи функционални, професионални или квалификационни признаци.
Възникването на нови фактори влияещи върху процесите на разделение на труда засилват все повече ролята на синергизма върху темповете на икономически растеж. В съвременните общества непрекъснатата квалификация и обучение на населението са заложени в стратегиите на компетентните правителства, тъй като адекватното насочване на обществените ресурси е решаващо за успехите в икономиката. По този начин ускоряващите се процеси на разделение на труда изменят кардинално обществените отношения. 